# 国际咨询工程师联合会

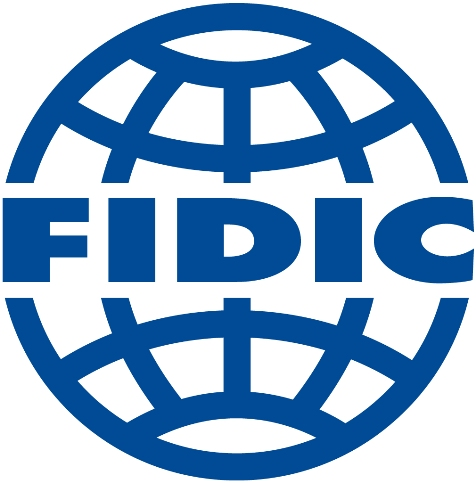
FIDIC标志

国际咨询工程师联合会（简称FIDIC或菲迪克），1913年由比利时、法国和瑞士三国咨询工程师协会成立，至今已有来自全球60多个国家的成员协会，其目的是共同促进成员协会的职业利益，以及向成员协会会员传播有益信息。